# Кроуфорд, Бродерик
Уильям Бродерик Кроуфорд (англ. William Broderick Crawford; 9 декабря 1911, Филадельфия — 26 апреля 1986, Ранчо-Мираж) — американский актёр театра и кино, радио и телевидения.

## Биография
Бродерик Кроуфорд родился в городе Филадельфия в Пенсильвании в актёрской семье. Его родители, дедушки и бабушки играли в водевилях. В 20-30-х годах его отец, Лестер Кроуфорд, снимался в кино, а мать, Хелен Бродерик — в голливудских комедиях. Вместе с родителями Бродерик выступал в театре у продюсера Макса Гордона. Когда водевили утратили свою популярность, Бродерик в течение трёх месяцев посещал Гарвардский университет, но затем предпочёл ему работу стивидора в нью-йоркских доках.
Он вновь вернулся в театр и на радио, в это время он сотрудничал с братьями Маркс. Первую свою серьёзную характерную роль он сыграл в пьесе «Она меня не любит» в лондонском театре «Адельфи» в 1932 году. За три недели, которые шла постановка, актёрский талант Кроуфорда заметил Ноэл Кауард, который позже, в 1935 году, дал ему роль в бродвейской постановке своей пьесы «Point Valaine».
В начале своей карьеры Кроуфорд ассоциировался с крепким парнем с хриплым голосом, игравшим почти исключительно злодеев в гангстерских фильмах. Слава пришла к нему в 1937 году в роли Ленни в постановке «Of Mice and Men» на Бродвее, однако в киноверсии эта роль досталась Лону Чейни младшему, которого после этого также стали снимать в однотипных ролях.
Во время Второй мировой войны Кроуфорд записался добровольцем в Военно-воздушные силы Армии США. В 1944 году сержант Кроуфорд был командирован в Великобританию в качестве конферансье оркестра Гленна Миллера.
В 1949 году Кроуфорд появился в роли Вилли Старка, прототипом которого послужил политик из Луизианы Хьюи Лонг, в фильме Вся королевская рать режиссёра Роберта Россена по роману Пенна Уоррена. За этот фильм Кроуфорд был удостоен премии «Оскар» за лучшую мужскую роль. В 1950 году он снялся в не менее кассовом фильме «Рождённая вчера».
Несмотря на эти успехи, карьера Кроуфорда пошла на спад, благодаря однотипности предлагаемых ему ролей и его неуравновешенности. Тем не менее, заслуживает внимания отличная игра актёра в фильмах режиссёров Фила Карлсона «Скандальная хроника» (1952), Фрица Ланга «Человеческое желание» (1954), Федерико Феллини «Мошенники» (1955) и Ричарда Фляйшера «Между раем и адом» (1956). Кроуфорд снялся также в «ужасном, но с отличной выручкой» фильме Стэнли Крамера «Не как чужой» (1955) и попытал счастья в европейских фильмах в жанре пеплум у режиссёра Витторио Котаффави в «Мести Геркулеса» (1960), шедшую в американском прокате под названием «Голиаф и дракон».
В 1955 году телевизионный продюсер Фредерик Зив предложил Кроуфорду главную роль в полицейской драме «Дорожный патруль». Сериал был очень популярен в течение четырёх лет (1955—1959), а затем неоднократно повторялась на местных телевизионных каналах США. Это шоу вернуло карьере Кроуфорда былую славу, и он снимался на телевидении до конца своей жизни, например в сериалах «Правосудие Берка», «Напряги извилины» и «Сыромятная плеть».
В своих телевизионных ролях Кроуфорд был однотипен. После 1955 года он изредка появлялся в американских кинолентах, хотя продолжал сниматься в европейских фильмах.
Кроуфорд был женат 3 раза. У него двое сыновей, Келли и Клиф, от брака с актрисой Кэй Гриффит. Третьей женой была актриса Джоан Табор.
Он скончался в 1986 году в результате инсульта в курортном городке Ранчо-Мираж в Калифорнии.

## Награды
Бродерик Кроуфорд — один из немногих актёров, имеющих две звезды на Голливудской аллее славы: одну за вклад в киноиндустрию № 6901, а вторую за вклад в развитие телевидения № 6734.
За роль Вилли Старка в фильме «Вся королевская рать» режиссёра Роберта Россена в 1949 году удостоен премии «Золотой глобус» и премии «Оскар» за лучшую мужскую роль.

## Фильмография
| - «Женщина преследует мужчину» Woman Chases Man (1937) - Start Cheering (1938) - Ambush (1939) - Sudden Money (1939) - «Доктор под прикрытием» Undercover Doctor (1939) - «Красавчик Жест» Beau Geste (1939) - «Остров потерянных людей» Island of Lost Men (1939) - «Подлинная слава» The Real Glory (1939) - «Вечно Ваш» Eternally Yours (1939) - Slightly Honorable (1940) - I Can’t Give You Anything But Love, Baby (1940) - When the Daltons Rode (1940) - «Семь грешников» Seven Sinners (1940) - Trail of the Vigilantes (1940) - «Техасские рейнджеры снова в седле» The Texas Rangers Ride Again (1940) - «Чёрный кот» The Black Cat (1941) - Tight Shoes (1941) - «Бесплодные земли Дакоты» Badlands of Dakota (1941) - South of Tahiti (1941) - North to the Klondike (1942) - Butch Minds the Baby (1942) - «Мошенничество и Ко» Larceny, Inc. (1942) - «Бродвей» Broadway (1942) - Keeping Fit (1942) - «Техасец» Men of Texas (1942) - «Город греха» Sin Town (1942) - «Хоровод» The Runaround (1946) - «Черный ангел» Black Angel (1946) - «Рабыня» Slave Girl (1947) - «Пламя» The Flame (1947) - «Время твоей жизни» The Time of Your Life (1948) - Sealed Verdict (1948) - «Анна Лукаста» Anna Lucasta (1949) - Bad Men of Tombstone (1949) - «Поцелуй во тьме» A Kiss in the Dark (1949) - Night Unto Night (1949) - «Вся королевская рать» All the King’s Men (1949) - «Груз в Кейптаун» Cargo to Capetown (1950) - «Осуждённый» Convicted (1950) - «Рождённая вчера» Born Yesterday (1950) - «Мафия» The Mob (1951) - «Скандальная хроника» Scandal Sheet (1952) - «Одинокая звезда» Lone Star (1952) - Stop, You’re Killing Me (1952) | - «Последний из команчей» Last of the Comanches (1953) - The Last Posse (1953) - «Ночные люди» Night People (1954) - «Человеческое желание» Human Desire (1954) - «На трёх тёмных улицах» Down Three Dark Streets (1954) - Man on a Bus (1955) - «Секреты Нью-Йорка» New York Confidential (1955) - Big House, U.S.A. (1955) - «Не как чужой» Not as a Stranger (1955) - «Мошенники» Il bidone (1955) - «Самое быстрое оружие» The Fastest Gun Alive (1956) - «Между раем и адом» Between Heaven and Hell (1956) - The Decks Ran Red (1958) - «Голиаф и дракон» Goliath and the Dragon (1960) - Convicts 4 (1962) - Кастилец (1963) - No temas a la ley (1963) - «Убийство на площади» Square of Violence (1963) - «Жить в доме — не значит жить дома» A House Is Not a Home (1964) - Up from the Beach (1965) - Mutiny at Fort Sharp (1966) - Kid Rodelo (1966) - «Оскар» The Oscar (1966) - The Texican (1966) - Red Tomahawk (1967) - The Vulture (1967) - «Инь и Ян мистера Го» The Yin and the Yang of Mr. Go (1970) - Ransom Money (1970) - «Кровавые ангелы ада» Hell’s Bloody Devils (1970) - The Naughty Cheerleader (1970) - Gregorio and His Angel (1970) - «Посольство» Embassy (1972) - «Кандидат» The Candidate (1972) - «Ужас в музее восковых фигур» Terror in the Wax Museum (1973) - «Вон Тон Тон — собака, которая спасла Голливуд» Won Ton Ton, the Dog Who Saved Hollywood (1976) - «Испытание человека» (Япония) Proof of the Man (1977) - «Личное досье Джона Эдгара Гувера» The Private Files of J. Edgar Hoover (1977) - «Маленький роман» A Little Romance (1979) - «Арлекин» Harlequin (1980) - There Goes the Bride (1980) - The Uppercrust (1982) - «Лживая луна» Liar’s Moon (1982) - Guerilla Strike Force (1985) |